# Łubianka (stacja metra)
Łubianka (ros. Лубянка) – stacja metra w Moskwie, na linii Sokolniczeskiej. Stacja została otwarta 15 maja 1935 roku. Do 1990 nosiła ona nazwę „Dzierżyńska”. Obecna nazwa pochodzi od placu Łubiańskiego pod którym ulokowana jest stacja.
29 marca 2010 roku dokonano na niej zamachu terrorystycznego. Zamachowcy zdetonowali ładunek w pociągu, o godzinie 7:57 czasu lokalnego. W wyniku eksplozji zginęły 24 osoby.